# Ramadi
Ramădī (àrab: الرمادي, ar-Ramādī) és una ciutat a la part central de l'Iraq, a uns 100 quilòmetres a l'oest de Bagdad. És la capital de la província d'Al Anbar. La seva població és d'uns 375.000 habitants i controla la línia fèrria principal que enllaça l'Iraq amb Síria.
Durant la guerra d'Iraq fou ocupada per tropes estatunidenques l'1 de maig de 2003. Des de llavors Ramadi és considerada el punt més meridional del triangle sunní iraquià i s'ha convertit en un punt important de resistència contra l'ocupació americana. Durant la segona Guerra civil iraquiana, en la campanya d'Al-Anbar, el 17 de maig del 2015, després de pràcticament un any de combats, Ramadi és conquistada per Estat Islàmic de l'Iraq i el Llevant i el 22 de desembre, l'Exèrcit iraquià va iniciar una campanya per capturar-la, i va caure el El 28 de desembre.